# Distrikt Lefke
Der Distrikt Lefke, türkisch Lefke İlçesi, ist einer der sechs Distrikte der international nicht anerkannten Türkischen Republik Nordzypern im Nordwesten der Mittelmeerinsel Zypern. Sein Hauptort ist Lefke. Er ist der Einwohnerzahl (2011: 11.091 Einwohner) nach der kleinste Distrikt der Türkischen Republik Nordzypern.
Das Gebiet des heutigen Distriktes gehört bis heute zur Republik Zypern und dessen Bezirk Nikosia, allerdings übt diese de facto seit 1974 keine Kontrolle über diesen Bezirk aus. Die Exklave Erenköy ist Teil des Distrikts.
Koordinaten: 35° 7′ N, 32° 51′ O